# Дакич, Милисав
Милисав Дакич (серб. Милисав Дакић; 13 сентября 1913, Клипино-Брдо — 21 марта 1943, Врховине) — югославский партизан Народно-освободительной войны Югославии, Народный герой Югославии.

## Биография
Родился 13 сентября 1913 в деревне Клипино-Брдо около Войнича в бедной крестьянской семье. До войны занимался земледелием. Член КПЮ с 1940 года.
На фронте с 1941 года, один из организаторов партизанского движения. С конца 1941 года — командир 2-й роты 2-го батальона 1-го Кордунского партизанского отряда, после образования 1-й хорватской бригады служил в её батальоне. С декабря 1942 года заместитель командира 4-й бригады 8-й кордунской ударной дивизии.
Погиб 21 марта 1943 в Врховине во время штурма вражеских позиций.
В его честь был назван 1-й батальон 3-й кордунской бригады. Указом Президиума Народной Скупщины ФНРЮ от 12 июля 1949 Милисаву Дакичу посмертно присвоено звание Народного героя Югославии.